# Chonosuke Takagi
Chonosuke Takagi –en japonés, 高木 長之助, Takagi Chonosuke– (26 de octubre de 1948-6 de diciembre de 2016) fue un deportista japonés que compitió en judo. Ganó dos medallas en el Campeonato Mundial de Judo en los años 1973 y 1975.

## Palmarés internacional
| Campeonato Mundial | Campeonato Mundial | Campeonato Mundial | Campeonato Mundial |
| Año                | Lugar              | Medalla            | Categoría          |
| ------------------ | ------------------ | ------------------ | ------------------ |
| 1973               | Lausana (Suiza)    | Medalla de oro     | +93 kg             |
| 1975               | Viena (Austria)    | Medalla de bronce  | +93 kg             |